# Камачо де Алькорта, Хуан Франсиско
Хуан Франсиско Камачо де Алькорта (исп. Juan Francisco Camacho de Alcorta; 26 сентября 1813, Кадис — 23 января 1896, Мадрид) — испанский банкир
 и государственный деятель, неоднократно занимавший посты министра финансов и управляющего Банком Испании.

## Биография

### Карьера банкира
Родился в семье выходцев из Аспейтии. Получив финансовое образование, он переехал в Мадрид, где в 1837 году, начал зарабатывать своё состояние, занимаясь банковским делом, совмещая это со службой в Национальной гвардии Испании в звании капитана. Приобретённый капитал позволил ему стать одним из важнейших кредиторов казначейства Испании и занять должность генерального директора в недавно созданном Джеймсом Ротшильдом Испанском торговом и промышленном обществе. Также Камачо был директором нескольких аффилированных с Ротшильдом коммерческих организаций, осуществлявших финансовое управление строительства и эксплуатации железнодорожного маршрута: Альманса — Аликанте — Мадрид — Сарагоса, однако в октябре 1887 года он был вынужден покинуть свои посты из-за забастовки рабочих.

### Политическая карьера
В 1853 году Хуан Камачо, будучи членом Либеральной партии, был избран депутатом Конгресса Испании от провинции Аликанте. Спустя два года он сменил политическую партию на Либеральный союз, возглавляемой Леопольдо О’Доннеллом. В последующие несколько лет со стороны Хуана Камачо последовала череда отказов от предлагаемых ему высших постов государства, так в 1857 году он отверг предложение министра финансов Алехандро Мона стать директором испанского казначейства, а в 1864 и 1868 годах Камачо отказался уже от должности министра финансов. Он согласился взять этот министерский портфель только в феврале 1872 года и пробыл на посту чуть больше трёх месяцев, за которые он пытался преодолеть дефицит бюджета в 240 000 000 песет, возникший годом ранее. Покинув министерство он сразу получил место в испанском Сенате.
Во второй раз он занял кресло министра финансов уже в период Первой Республики и перед ним вновь встала проблема дефицита бюджета, которую он хотел решить за счёт введения новых налогов, в том числе налога на потребление и соляного налога, а также распространения монополии табачных компаний на баскские провинции, дабы положить конец контрабанде и оторванности финансового сектора Страны Басков от испанского бюджета. Несмотря на положительный эффект от реформ, с падением республики и начавшейся реставрации Бурбонов Камачо был вынужден покинуть министерство.
Особенностью его деятельности во время третьего министерства стала конверсия государственного долга, который за 16 лет до этого увеличился с 3 до 13 000 000 песет. По итогу принятие данной меры положительно сказалось на испанской экономике и получило хвалебные оценки, в том числе от предшественника Камачо на посту министра финансов Фернандо Кос-Гайона. В 1883 году, он в течение 90 дней возглавлял Банк Испании, а потом ещё раз в течение полугода в 1891—1892 годах.